# Ліна Посада
Ліна Поса́да (ісп. Lina Posada; нар. 13 березня 1985, Калі, Вальє-дель-Каука, Колумбія) — колумбійська фотомодель і дизайнерка, обличчя колумбійського бренду спідньої білизни Bésame.

## Біографія
Народилася 13 березня 1985 році у Калі, адміністративному центрі департаменту Вальє-дель-Каука в Колумбії. Згідно з офіційною біографією, опублікованою на сайті, Ліна в дитинстві ніколи не прагнула модельної кар'єри, а мріяла стати льотчицею. Проте, мрія її не здійснилася, і з 2007 року Посада починає зніматися для колумбійського бренду жіночої білизни Espiral, а надалі стає обличчям таких брендів, як Bésame, UJeans, JSN, Irgus Swimwear, T.T. Blues, Paradizia і багатьох інших.

## Особисте життя
Була одружена з Хуаном Давідом Посада (Juan David Posada), який теж працював у модельному бізнесі. Подружжя розлучилося у 2012 році. Ліна мешкає в Медельїні, має двох дітей — сина і дочку.

### Зйомки у відеокліпах
| Рік  | Назва                  | Виконавець пісні |
| ---- | ---------------------- | ---------------- |
| 2011 | «Taboo»                | Дон Омар         |
| 2012 | «Obsesión»             | Малума           |
| 2014 | «Me vuelvo un Cobarde» | Крістіан Деніель |